# Erioptera distincta
Erioptera distincta là một loài ruồi trong họ Limoniidae. Chúng phân bố ở miền Tân bắc.